# 29
| [ Edytuj tabelę ] |                         |
| Król Armenii      | - 18 Artakses III 34    |
| Cesarz Chin       | - 25 Guangwudi 57       |
| Władca Korei      | - 18 Daemusin 44        |
| Król Mauretanii   | - 23 Ptolemeusz 40      |
| Król Nabatei      | - 9 p.n.e. Aretas IV 40 |
| Król Partów       | - 8 Artabanus II 40     |
| Cesarz Rzymu      | - 14 Tyberiusz 37       |
| Król Tracji       | - 19 Remetalkes II 38   |

Rok 29 / XXIX
stulecia: I wiek p.n.e. ~
I wiek ~
II wiek

lata: 19 «
24 «
25 «
26 «
27 «
28 «
29
» 30
» 31
» 32
» 33
» 34
» 39

## Wydarzenia
- Europa
  - Agrypina, wdowa po Germaniku, została zesłana na Pandaterię.

## Zmarli
- cesarzowa Liwia Druzylla, żona Oktawiana